# Hårig flickblomfluga
Hårig flickblomfluga (Melangyna lasiophthalma) är en tvåvingeart som först beskrevs av Zetterstedt 1843.  Hårig flickblomfluga ingår i släktet flickblomflugor, och familjen blomflugor. Arten är reproducerande i Sverige. Inga underarter finns listade i Catalogue of Life.

## Bildgalleri

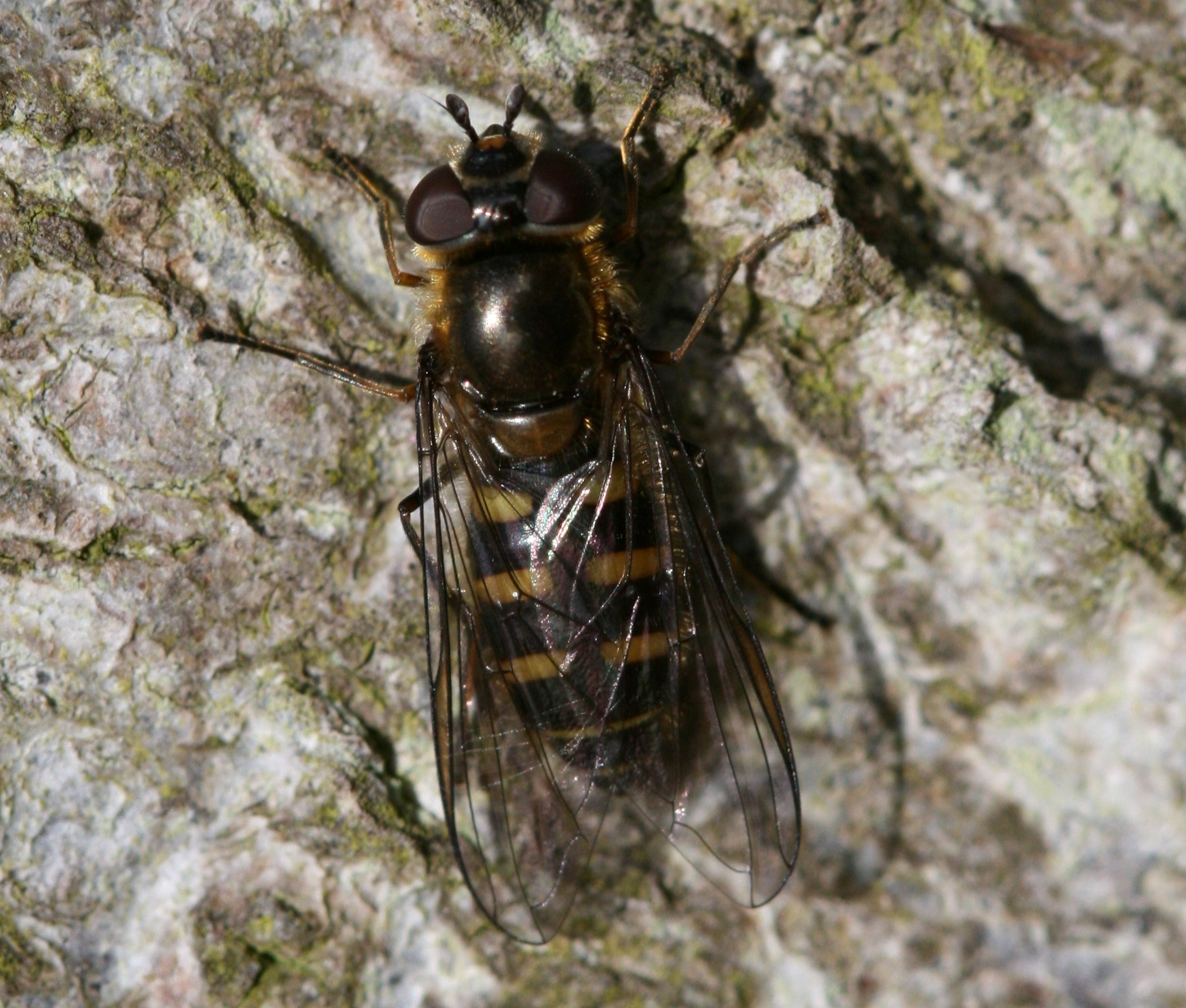
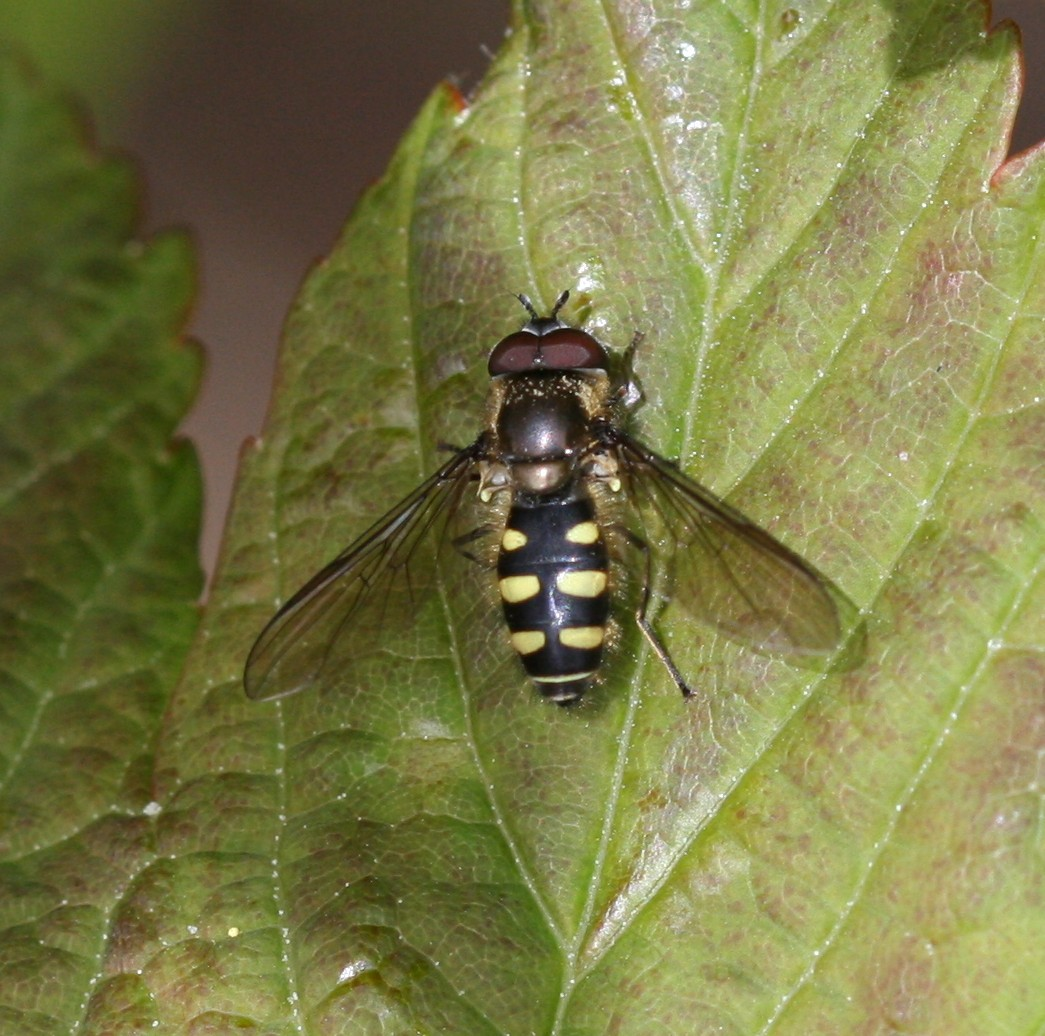
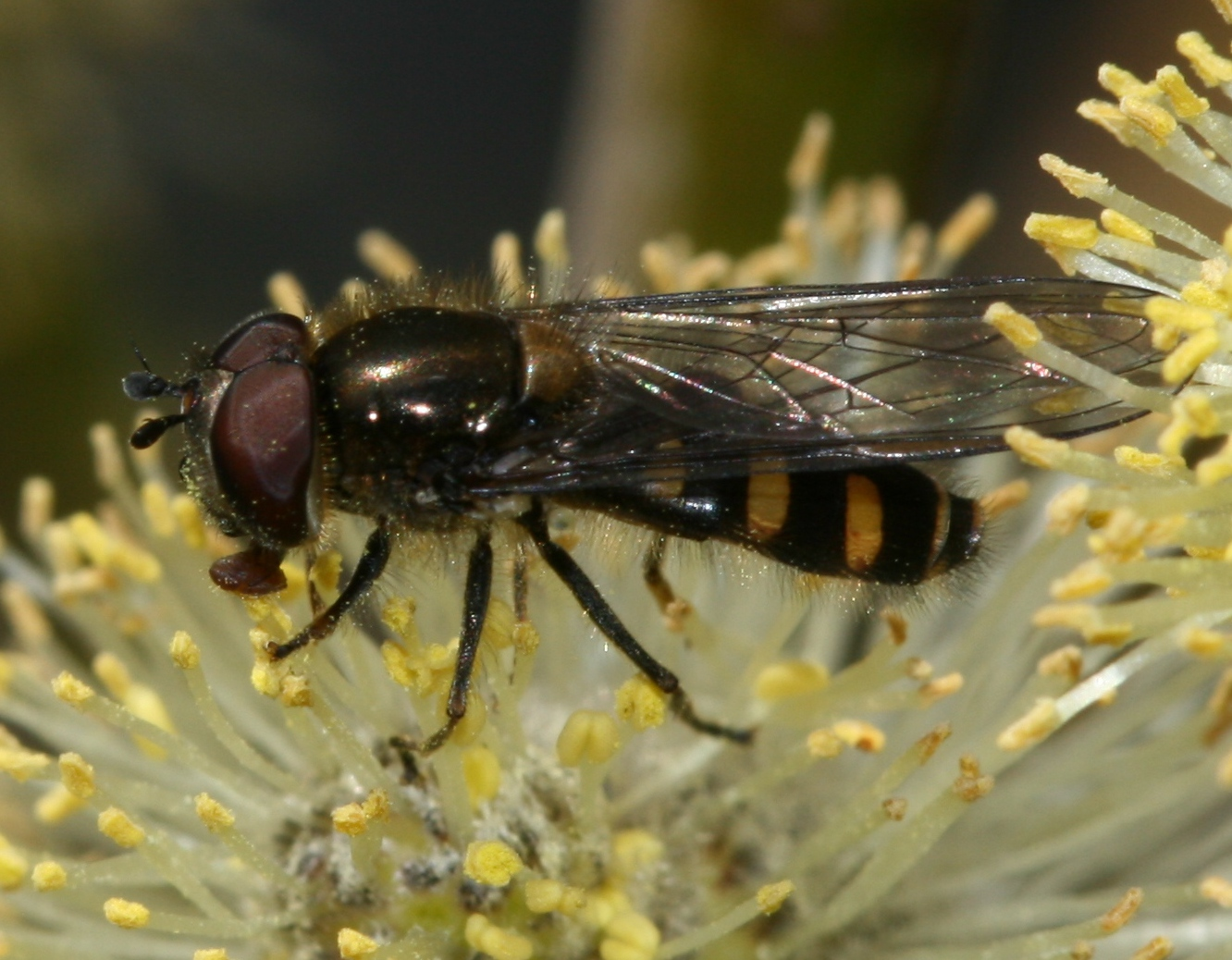
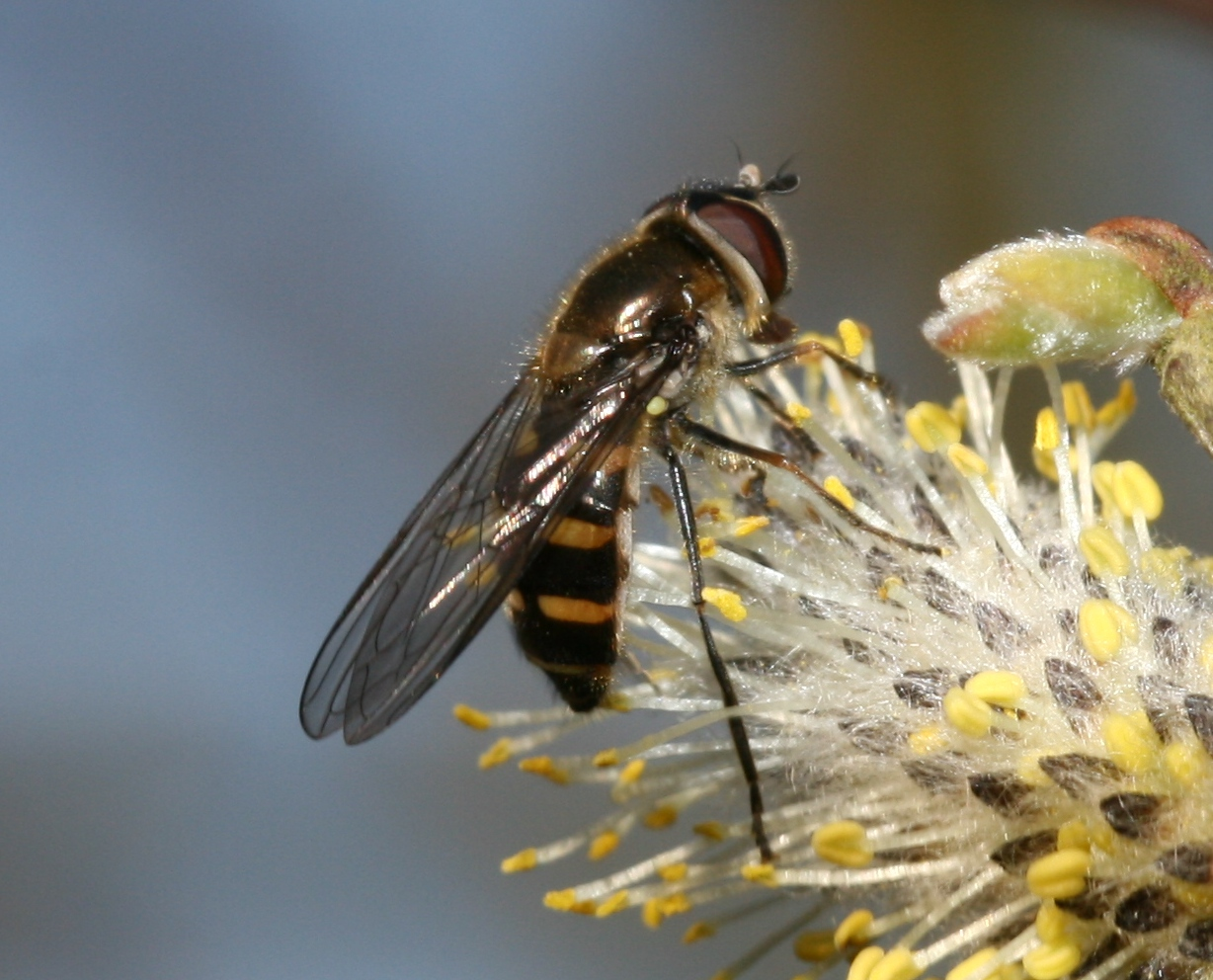